# سوسک‌های قارچ گرد
سوسک‌های قارچ گِرد (نام علمی: Leiodidae) نام یک خانواده از بالاخانواده سوسک پردار دراز است.